# ヘネピン郡 (ミネソタ州)
ヘネピン郡（英: Hennepin County）は、アメリカ合衆国ミネソタ州の郡である。人口は128万1565人（2020年）。郡庁所在地はミネアポリス市であり、ミネアポリス・セントポール都市圏の西部に位置し、州内最大の人口集中地である。ミネソタ州民の5人に1人以上がこの地域に住んでいる。郡名は17世紀の神父でこの地方を探検したルイ・エヌパン（ヘネピン）にちなむ。

## 歴史
ヘネピン郡は1852年にミネソタ準州議会が設立した
。ルイ・エヌパン神父はセントアンソニー滝の名前をつけ、地域に関する最初期の記録を残した人物だったので、郡の名前に選ばれた。ヘネピン郡の初期歴史はミネアポリス市とセントアンソニー市の設立に密接に関わっている.。

## 郡政府と政治
| 年     | 民主党         | 共和党         |
| ------ | -------------- | -------------- |
| 2012年 | 62.34% 423,982 | 35.30% 240,073 |
| 2008年 | 63.42% 420,958 | 34.81% 231,054 |
| 2004年 | 59.33% 383,841 | 39.43% 255,133 |
| 2000年 | 53.60% 307,599 | 39.32% 225,657 |
| 1996年 | 54.4% 285,126  | 33.2% 173,887  |
| 1992年 | 47.5% 278,648  | 30.6% 179,581  |
| 1988年 | 54.4% 292,909  | 44.6% 240,209  |
| 1984年 | 51.5% 272,401  | 48.0% 253,921  |
| 1980年 | 47.4% 239,592  | 38.6% 194,898  |
| 1976年 | 53.2% 257,380  | 43.8% 211,892  |
| 1972年 | 46.5% 205,943  | 51.6% 228,951  |
| 1968年 | 54.1% 220,078  | 41.8% 170,002  |
| 1964年 | 60.8% 241,020  | 39.0% 154,736  |
| 1960年 | 48.5% 188,250  | 51.3% 198,992  |

ミネソタ州の全ての郡と同様に、ヘネピン郡は無党派選挙で選出される「郡政委員会」によって統治されている。通常は委員数5人だが、ヘネピン郡の場合は7人である（他にラムゼー郡、ダコタ郡、アノーカ郡、セントルイス郡が該当）。各委員は人口をほぼ等しく分けた選挙区の代表である。ヘネピン郡では、監察医、郡監査官、財務官、記録官を指名する。保安官と郡検察官も無党派選挙で選出される。郡庁はミネアポリス中心街の'ヘネピン郡政府センターにある。郡はヘネピン郡図書館体系（2008年にミネアポリス公共図書館体系と合併）およびヘネピン郡医療センターを管理している。

### 重要な役人
ヘネピン郡の通常の運営は、郡管理官デイビッド・ハフ、郡運営管理官補ジュディ・リーゲンシャイド、郡人事と公共医療管理官補レックス・A・ホルゼマー、郡医療管理官補ジェニファー・デキューベリス、および郡公共事業管理官補デブラ・R・ブリスクが調整している。

## 地理と固有植生
アメリカ合衆国国勢調査局に拠れば、市域全面積は606.38平方マイル (1,570.5 km2)であり、このうち陸地556.62平方マイル (1,441.6 km2)、水域は49.77平方マイル (128.9 km2)で水域率は8.21%である。ヘネピン郡は、サバンナの土地がプレーリーや森林地よりも多いことで、ミネソタ州16郡の1つであり、ライト郡と並んで、その大地の75%以上がサバンナである。固有植生については、自然資源保全局のデータ がある。ミシシッピ川では最高落差の滝であるセントアンソニー滝はルイ・エヌパン神父が発見したものであり、ミネアポリス中心街に隣接してあるが、19世紀に一連のダムに形を変えられた。ダムの上下を繋ぐためにある閘門を使ってバージなどが移動している。

### 主要高規格道路
| - 州間高速道路35号線西 - 州間高速道路94号線 - 州間高速道路394号線 - 州間高速道路494号線 - 州間高速道路694号線 - アメリカ国道12号線 - アメリカ国道52号線（州間高速道路94号線の下を走る） - アメリカ国道169号線 - アメリカ国道212号線 - ミネソタ州道5号線 - ミネソタ州道7号線 - ミネソタ州道47号線 | - ミネソタ州道55号線 - ミネソタ州道62号線 - ミネソタ州道65号線 - ミネソタ州道77号線 - ミネソタ州道100号線 - ミネソタ州道101号線 - ミネソタ州道121号線 - ミネソタ州道252号線 - ミネソタ州道610号線 - ヘネピン郡道81号線 - ヘネピン郡道122号線 |

### 隣接する郡
- アノーカ郡 - 北東
- ラムゼー郡 - 東
- ダコタ郡 - 南東
- スコット郡 - 南
- カーバー郡 - 南西
- ライト郡 - 北西

### 国立保護地域
- ミネソタ・バレー国立野生生物保護区（部分）
- ミシシッピ川国立河川レクリエーション地域（部分）

## 経済
ヘネピン郡にはミネアポリス中心街とブルーミントンに大きな経済中心がある。

## 人口動態

2000人口ピラミッド

以下は2000年国勢調査による人口統計データである。
| 基礎データ - 人口: 1,116,200 人 - 世帯数: 456,129 世帯 - 家族数: 267,291 家族 - 人口密度: 774人/km2（2,005人/mi2） - 住居数: 468,824 軒 - 住居密度: 325軒/km2（842軒/mi2） 人種別人口構成 - 白人: 80.53% - アフリカン・アメリカン: 8.95% - ネイティブ・アメリカン: 1.00% - アジア人: 4.80% - 太平洋諸島系: 0.05% - その他の人種: 2.06% - 混血: 2.60% - ヒスパニック・ラテン系: 4.07% 先祖による構成 - ドイツ系：22.8% - ノルウェー系：12.0% - アイルランド系：7.6% - スウェーデン系：7.2% 年齢別人口構成 - 18歳未満: 24.0% - 18-24歳: 9.7% - 25-44歳: 33.7% - 45-64歳: 21.7% - 65歳以上: 11.0% - 年齢の中央値: 35歳 - 性比（女性100人あたり男性の人口） - 総人口: 97.0 - 18歳以上: 94.7 | 世帯と家族（対世帯数） - 18歳未満の子供がいる: 28.8% - 結婚・同居している夫婦: 45.3% - 未婚・離婚・死別女性が世帯主: 9.9% - 非家族世帯: 41.4% - 単身世帯: 31.8% - 65歳以上の老人1人暮らし: 8.4% - 平均構成人数 - 世帯: 2.39人 - 家族: 3.07人 収入と家計 - 収入の中央値 - 世帯: 51,711米ドル（2007年推計では60,115ドル） - 家族: 65,985米ドル（2007年推計では79,970ドル） - 性別 - 男性: 42,466米ドル - 女性: 32,400米ドル - 人口1人あたり収入: 28,789米ドル - 貧困線以下 - 対人口: 8.3% - 対家族数: 5.0% - 18歳未満: 10.5% - 65歳以上: 5.9% |

ヘネピン郡はミネソタ州で最も裕福な郡であり、国内でも100傑に入っている。
郡内で話される外国語としては、アラビア語、モン語、クメール語、ラオ語、ロシア語、ソマリ語、スペイン語、ベトナム語がある。

## 都市と町
都市
| - ミネアポリス - ブルーミントン - ブルックリンパーク - プリマス - メイプルグローブ - イーデンプレーリー - イーダイナ - ミネトンカ - セントルイスパーク - リッチフィールド - ブルックリンセンター - チャンハッセン‡ - チャンプリン - クリスタル - ゴールデンバレー - ニューホープ - ホプキンス - ロビンスデール - デイトン† - ディープヘイブン - エクセルシア - グリーンフィールド - グリーンウッド | - ハノーバー‡ - インディペンデンス - ロングレイク - ロレット - コーコラン - メイプルプレーン - メディスンレイク - メディナ - ミネトンカビーチ - ミネトリスタ - マウンド - オロノ - オセオ - ロックフォード‡ - ロジャーズ - ショアウッド - スプリングパーク - セントアンソニービレッジ† - セントボニファシウス - トンカベイ - ウェイザタ - ウッドランド |

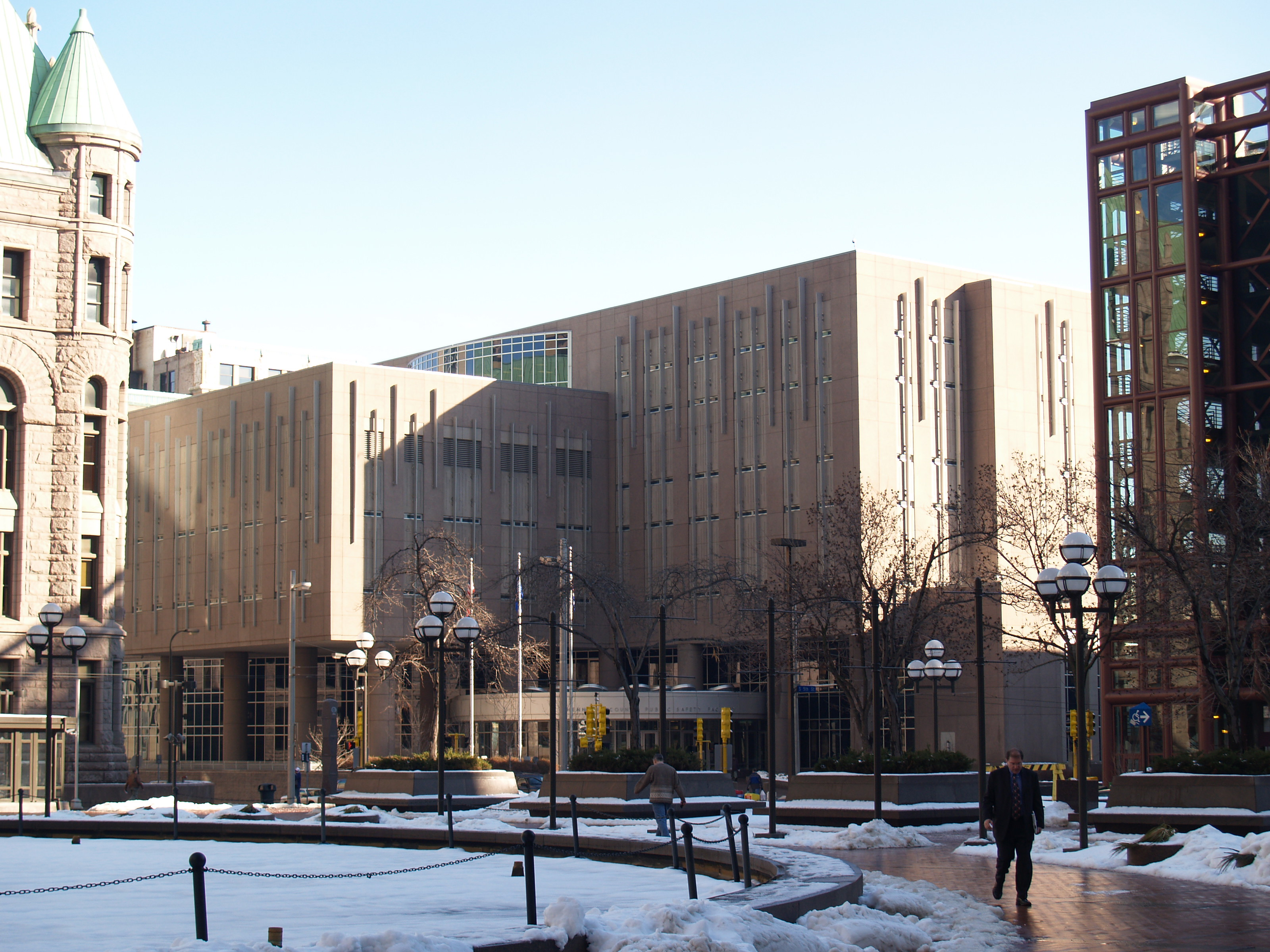
ヘネピン郡政府センターとは通り向かいにあるヘネピン郡公衆安全施設、郡監獄を収める

- † 大半はヘネピン郡に入っているが、他郡にも領域が掛かっているもの
- ‡ 他郡にあるが、一部がヘネピン郡に入っているもの

郡区
- ハッサン郡区（現在はロジャーズの一部）

未編入の町
- フォートスネリング

## 高等教育機関
- ミネソタ大学ツインシティー校、ミネアポリス市
- アウグスバーグ・カレッジ、ミネアポリス市
- ダンウッディ工科カレッジ、ミネアポリス市中心街
- ヘネピン工科カレッジ、ブルックリンパークとイーデンプレーリー
- メトロポリタン州立大学、ミネアポリス市中心街
- ミネアポリス芸術デザインカレッジ、ミネアポリス市
- ミネアポリス・コミュニティ工科カレッジ、ミネアポリス市中心街
- ミネソタ州立大学マンケイトー校、イーダイナ市
- ノーマンデール・コミュニティカレッジ、ブルーミントン
- ノースセントラル大学、ミネアポリス市中心街
- ノースヘネピン・コミュニティカレッジ、ブルックリンパーク
- ノースウェスタン健康科学大学、ブルーミントン
- セントメアリーズ・ミネソタ大学、ツインシティーズ・キャンパス、サウスミネアポリス
- セントトマス大学、ミネアポリス・キャンパス、ミネアポリス市中心街

## スポーツ
2006年8月、郡政委員会は4対3の票決で、ミネソタ・ツインズのための野球場費用大半を郡費で賄うために0.15%の消費税を課することを決めた。州議会では2005年から2006年の会期末に通過し、州知事ティム・ポーレンティが署名した法により、住民投票無しでヘネピン郡におけるこの課税を承認した。また、郡のために球場を建設し管理するミネソタ野球場公社も設立した。税金は30年間有効であり、郡政委員会によって増税できる規定もある。その結果としてターゲット・フィールドが2010年4月にオープンした。

## 文化
ヘネピン歴史博物館は1957年に設立され、郡の歴史に関する展示を行っている。

## 記録
ヘネピン郡の記録は研究用に利用できる。これには学校教育、地区と市の裁判記録、郡検察官記録、郡保安官記録、出生死亡記録、結婚記録、課税リスト、機関歴史記録が含まれている。